# Södermanlands runinskrifter 162
Södermanlands runinskrifter 162 är en vikingatida runsten av sandsten som varit inmurad i kyrkogårdsmuren vid Råby kyrka, Råby-Rönö socken och Nyköpings kommun. Sö 162 är 1,12 meter hög och 0,4 meter bred. Runhöjden är 9-12 centimeter. Stenen står nu i parken vid Täckhammar. På området står också Sö 160 och Sö 161. Alla tre runstenarna kommer från Råby kyrka, där de år 1810 höggs ur kyrkogårdsmuren och senare flyttades till nuvarande plats.

## Inskriften
Translitterering av runraden:
kunlifʀ : sikmunt͡r hiaku st- ¶ at : skar-...
Normalisering till runsvenska:
Gunnlæifʀ, Sigmundr hioggu st[æin] at Skær[ði].
Översättning till nusvenska:
Gunnlev, Sigmund högg stenen efter Skärde.